# Polihierax semitorquatus
Polihierax semitorquatus е вид птица от семейство Соколови (Falconidae). Видът е незастрашен от изчезване.

## Разпространение
Разпространен е в Ангола, Ботсвана, Демократична република Конго, Етиопия, Кения, Намибия, Сомалия, Южна Африка, Южен Судан, Танзания и Уганда.